# Rudolf Hesso Bádenský
Rudolf Hesso Bádenský (asi 1290 – 17. srpna 1335) byl markrabě bádenský.

## Život
Narodil se asi roku 1290 jako syn markraběte Hessa Bádenského a Adelaidy z Rienecku. Roku 1297 nastoupil po svém otci na místo markraběte. Vládl spolu se svým strýcem Rudolfem III. Bádenským.
Oženil se s Johanou Burgundskou, s dcerou hraběte Renauda Burgundského a vdovou po hraběti Oldřichovi II. z Pfirtu. Spolu měli dvě dcery:
- Markéta (úmrtí 1367), sňatek s Fridrichem III. Bádenským
- Adelaida (úmrtí po 1399), sňatek s Rudolfem V. Bádenským a poté s Walramem IV., hrabětem z Tiersteinu

Zemřel 17. srpna 1335.